# 奧克里斯特 (伊利諾伊州)
奧克里斯特（英語：Oakcrest）是位於美國伊利諾伊州克拉克縣的一個非建制地區。該地的面積和人口皆未知。

## 地理
奧克里斯特的座標為39°23′04″N 87°42′28″W / 39.38444°N 87.70778°W，而該地的平均海拔高度為181米（即594英尺）。